# Sandro Ricci
Sandro Meira Ricci (nascut el 19 de novembre de 1974) és un àrbitre de futbol brasiler.
Va arbitrar a la Classificació de la Copa del Món de futbol 2014-CONMEBOL, començant amb el partit entre l'Equador i el Paraguai, el 26 de març de 2013.
El març de 2013, la FIFA el va afegir a la llista d'àrbitres candidats per la Copa del món de futbol de 2014. Posteriorment fou confirmat com a l'àrbitre brasiler a la Copa del Món que se celebraria al Brasil, conjuntament amb els àrbitres assistents Emerson de Carvalho i Marcelo Van Gasse.